# Cinnyris chalcomelas
Cinnyris chalcomelas е вид птица от семейство Nectariniidae.